# Smilax californica
Smilax californica là một loài thực vật có hoa trong họ Smilacaceae. Loài này được (A.DC.) A.Gray miêu tả khoa học đầu tiên năm 1880.